# جيمس أوموندي
جيمس أوموندي (بالإنجليزية: James Omondi)‏ هو لاعب كرة قدم كيني في مركز الهجوم، ولد في 30 ديسمبر 1980 في نيروبي في كينيا. شارك مع منتخب كينيا لكرة القدم. أما مع النوادي، فقد لعب مع نادي سانت جورج ونادي سونغ لام نغي أن.

## وصلات خارجية
- جيمس أوموندي على موقع قاعدة بيانات كرة القدم.إي يو (الإنجليزية)
- جيمس أوموندي على موقع ناشيونال فوتبول تيمز (الإنجليزية)